# 香港徽號
香港徽號（英語： 或 ），又稱香港盾徽，是英屬香港於1959年採用的地方徽號。

## 歷史

### 第一代徽號
第一代徽號於1843年9月啟用，上為英國皇家徽章，下為阿群帶路圖。

### 香港徽號
郵政司榮鐘士於香港日佔時期被日軍收押在赤柱拘留營，他利用被羈留的時間在拘留營內設計並繪畫香港盾徽，香港重光後，榮鐘士於1947年3月將盾徽的初稿提交給香港總督楊慕琦審閱，他建議以盾徽取代沿用多年的阿群帶路圖，楊慕琦卻回應不厭惡原有旗徽阿群帶路圖的古風，無意主動棄用原有旗徽，故此提案不了了之。
直至1958年，接任葛量洪出任香港總督的柏立基重新審閱盾徽，並由副輔政司韓美洵及地政測量處總繪圖員W.E. Jones繪畫草圖，之後送交位於英國倫敦的英國紋章院評鑑。英國紋章院對盾徽的設計加以修訂，包括調整獅子的方向及加上城垛，確定設計及完成圖則後，再呈上英國君主。香港盾徽於1959年1月21日頒布，菲臘親王在同年3月訪港期間，代表伊利沙伯二世將盾徽授予香港。同年7月27日，香港政府正式將香港旗所載的阿群帶路圖改為香港盾徽。由英廷委任狀所頒布的紋章在1997年7月1日停用。

## 設計
香港盾徽的最下方是一座綠色島嶼，圍上象徵海水的波紋，代表英國最初佔領的香港島。小島上方畫有一條橫置而呈暗黃色（另有白色版本）的布條，上面以紅色寫上「香港」的英文「HONG KONG」。布條的上方，即盾徽的正中部份，是一塊盾牌。該盾牌是整個盾徽的主體，盾牌大抵分為上、下兩部，上部以紅色為底色，繪有一枚海戰金冠，寓意皇家海軍和英國商船隊（Merchant Navy）與香港的聯繫；下部以白色為底色，最下端畫有象徵海水的波紋，而海面上的左、右方各繪有一艘中式帆船（帆船顏色有不同版本，計有紅色、黃色和灰藍色等等），反映香港早期十分著重海上貿易。盾牌上紅色的上部和白色的下部以凹凸線條交匯，使盾牌下部形成白色的城垛，城垛是紀念香港在1941年抗擊日本侵略而進行的香港保衛戰。
盾牌的左方和右方分別有一頭戴上皇冠的獅子及一條龍，作為盾牌的護盾獸。獅子和龍都是金黃色，兩者都以站立的姿勢互相對望。獅子代表英國，龍則象徵香港具有的中華文化，兩者寓意香港是中西合璧文化交融之地。盾牌的上方有一頭戴上皇冠及面向盾徽左方的獅子，這頭獅子以雙手握著一顆珍珠，而這顆珍珠寓意香港是「東方之珠」。
類似設計還有香港工程師學會會徽，以及香港大學紋章，還有代表香港城邦自治的龍獅旗，代表香港城邦論的鳳凰龍獅旗。此外，在1993年前鑄造的港幣1元、2元及5元硬幣，以及主權移交前的消防處徽號，均鑄/印有香港徽號頂端的小獅子。

## 不同版本及錯體
儘管香港徽號上的中式帆船按照英廷委任狀描述應呈現其自然顏色（即啡色），一些香港徽號布章上的帆船用上了黃色。
曾經懸掛於中區政府合署中座的徽號的帆船是灰色，盾牌下端有三道波紋。

## 四爪龍
民間「五爪為龍，四爪為蟒」的說法形成於明代，主要作為皇帝與下臣服裝上紋飾的差別，皇帝穿「龍袍」，其它皇族和下臣穿「蟒袍」，但這只是名稱上的差別而已，從龍的形式上來講無論龍和蟒都是四足蛇類，形狀無差異。

## 圖集

香港徽號上的小狮子（1959年1月21日－1997年6月30日）
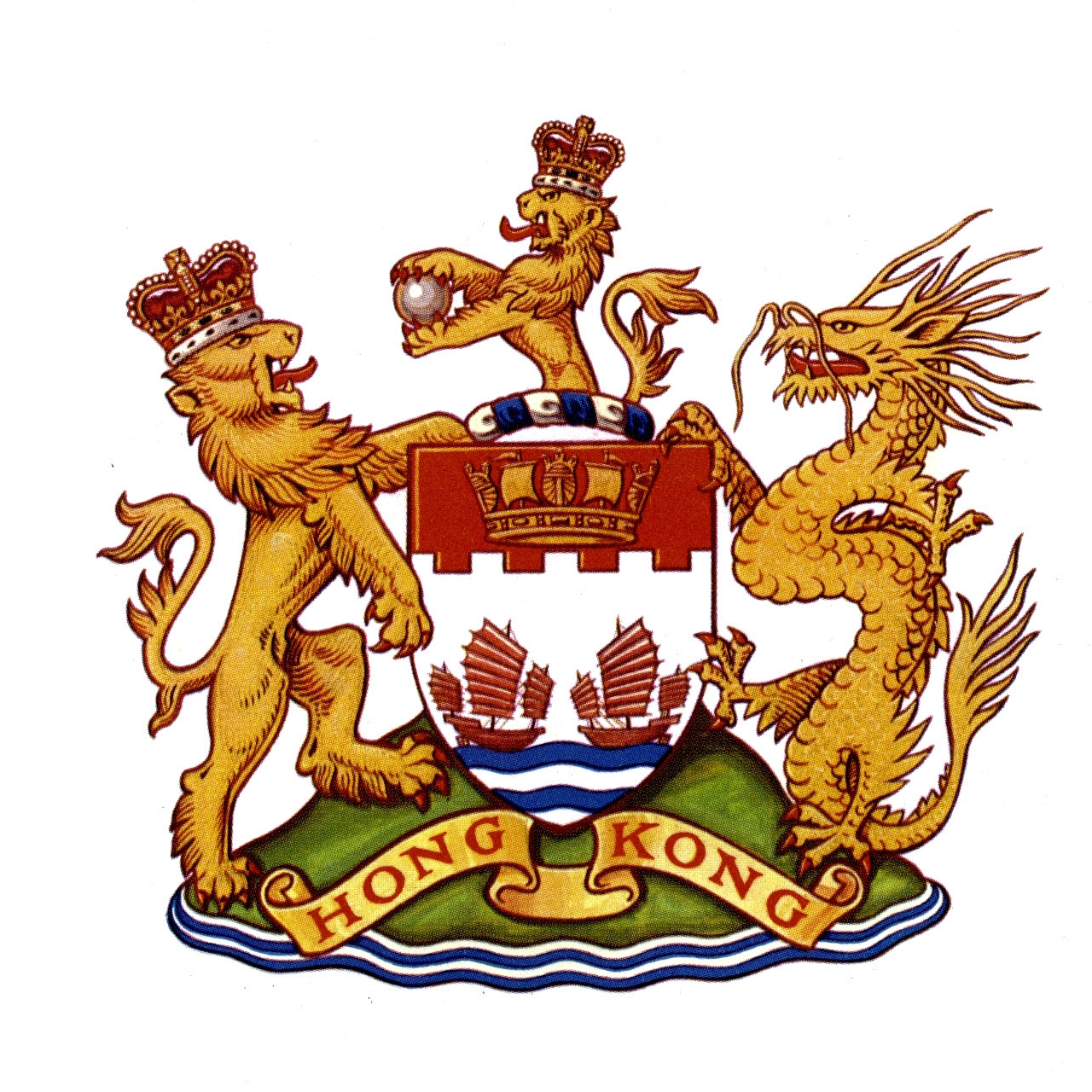
香港徽號原作者韓美洵著作裡的版本
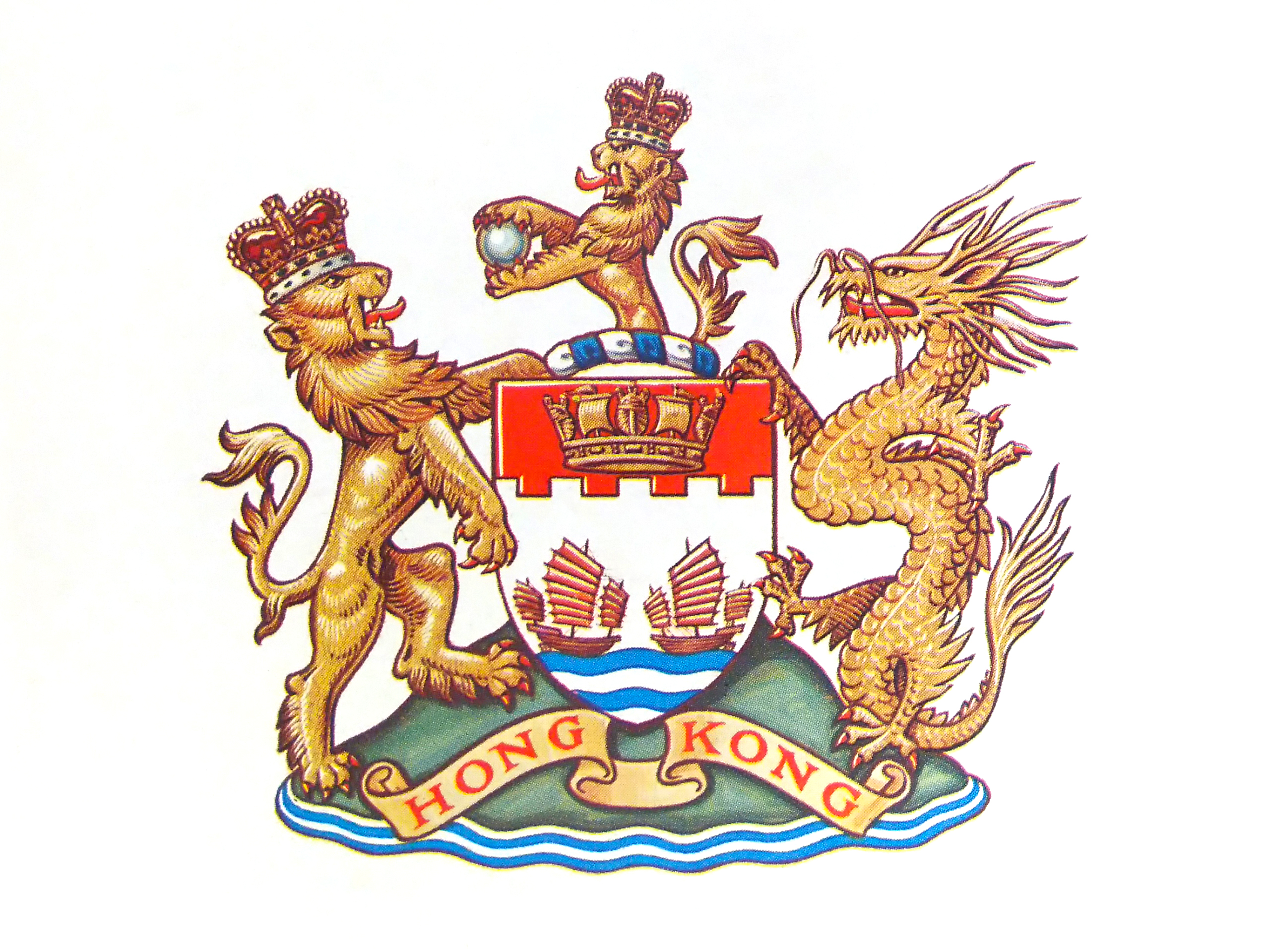
1962年香港年報上的彩色版本
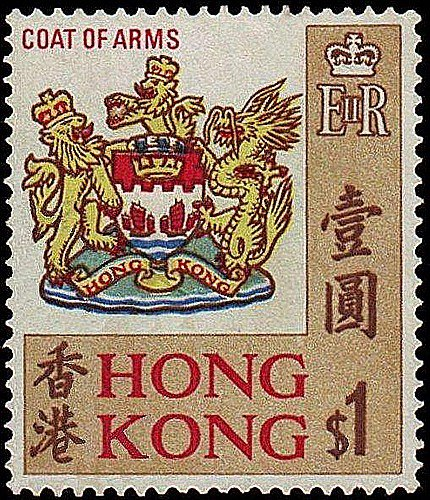
港府在1968年9月25日發行新一批的通用郵票，上圖的一元通用郵票以香港紋章為主題
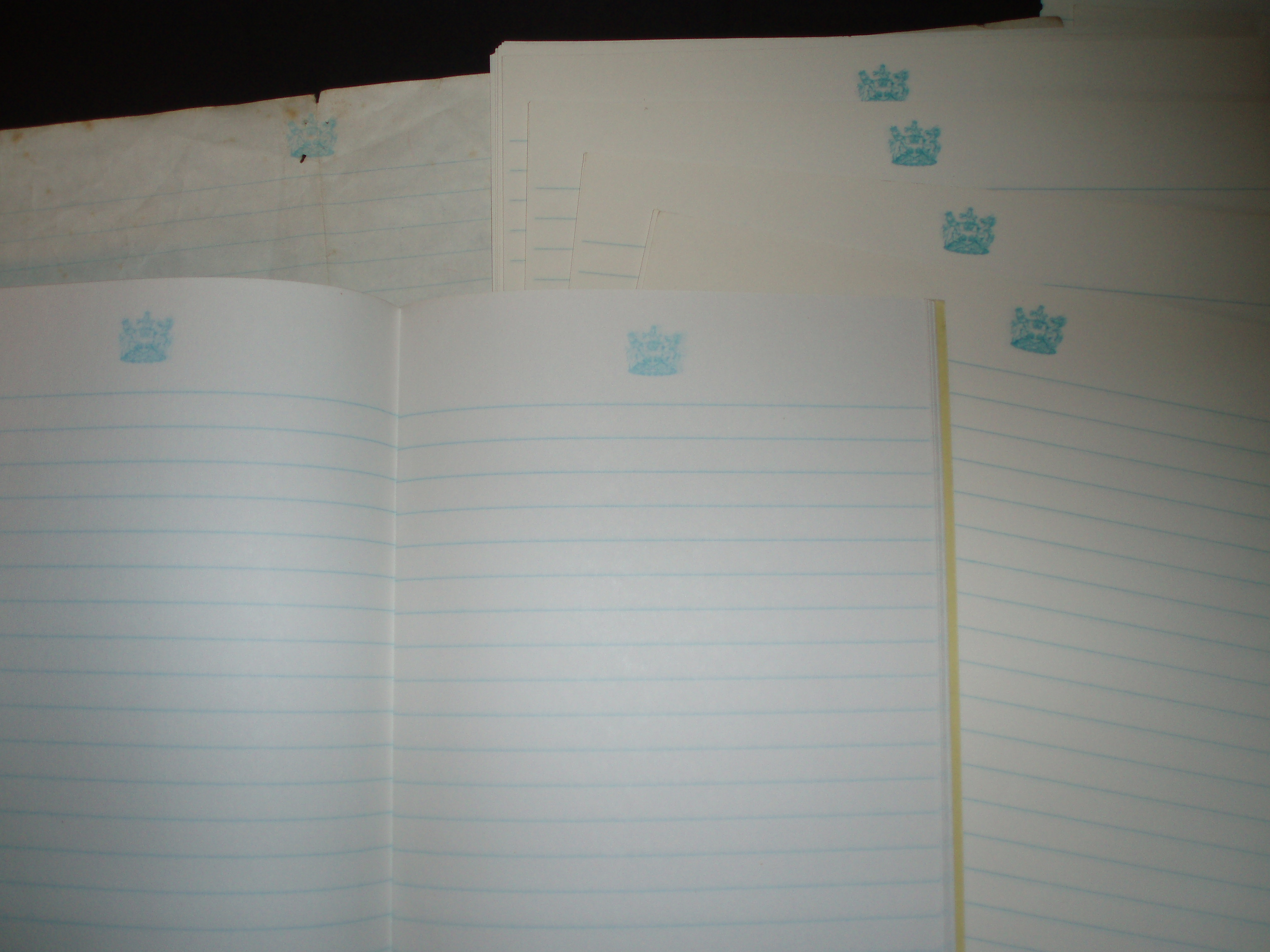
英治時期香港政府使用的單行紙和筆記簿每頁都會印上香港紋章
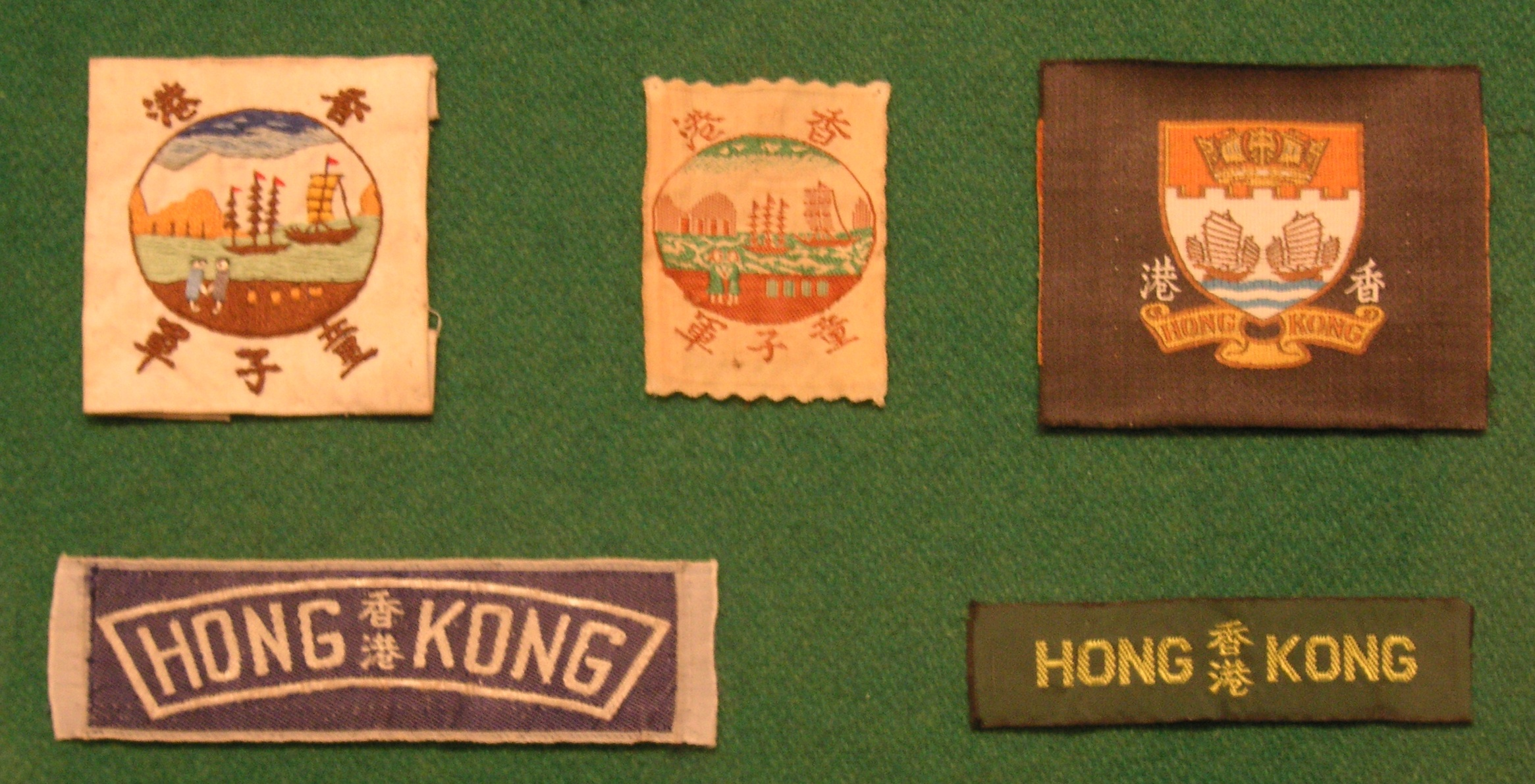
香港童軍曾以阿群帶路圖（左上一、二）和香港盾徽（右上一）為臂章樣式
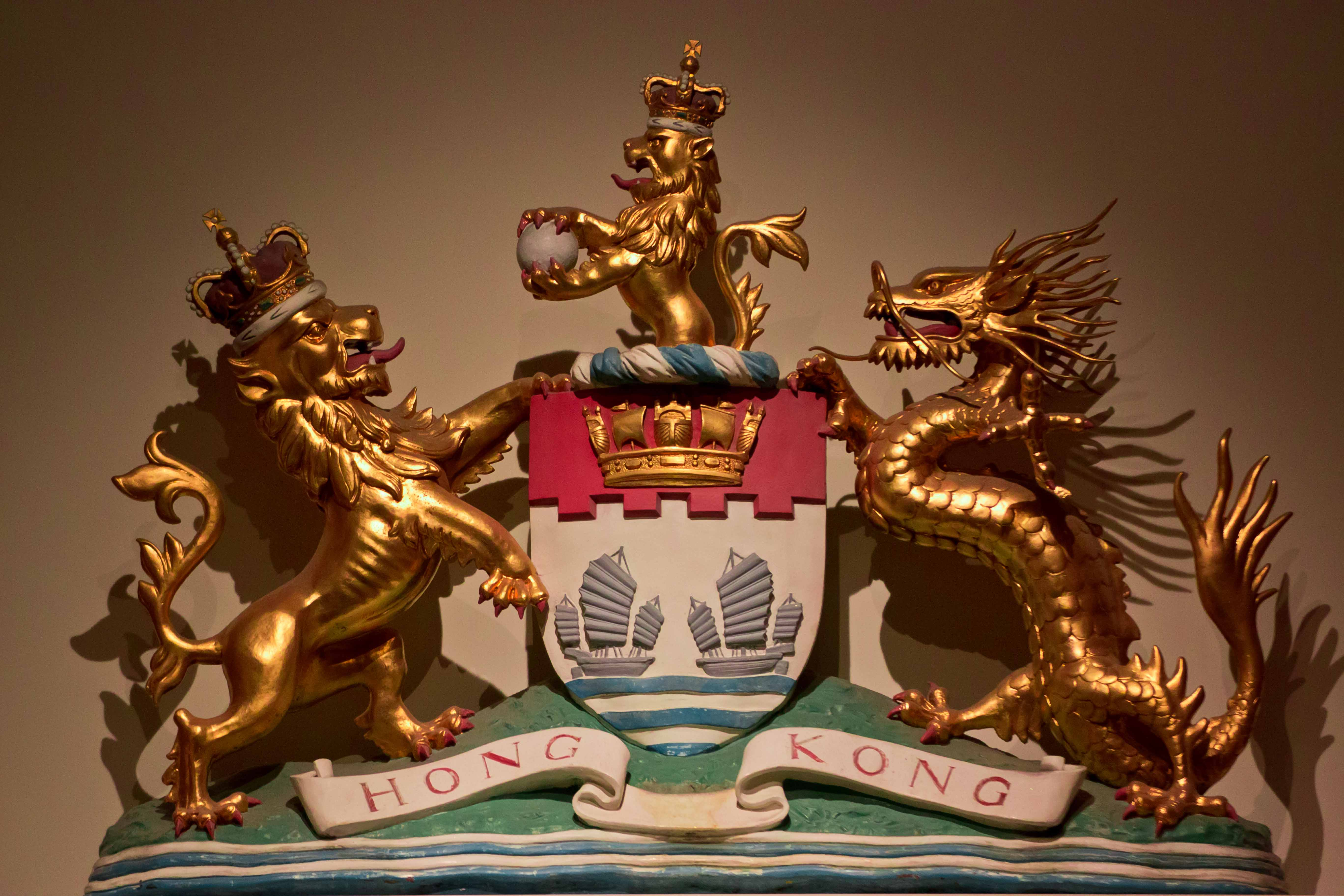
1997年6月30日前置於中區政府合署中座布政司署正門的香港紋章，由伊利沙伯二世於1959年頒贈，現存於香港文化博物館

### 引用
1. 1 2  .
2. ↑  .   [2021-04-01]. （原始内容存档于2021-08-06）. （页面存档备份，存于）
3. ↑  劉, 嘉蕙. . 蘋果日報. 2012-03-12  [2016-08-01]. （原始内容存档于2017-03-18）. （页面存档备份，存于）
4. ↑  Hamilton, Geoffrey Cadzow. . Hong Kong: Govt. Press. 1963-01-01: 8  [2016-08-01]. OCLC 450800. （原始内容存档于2016-08-15） （英语）. （页面存档备份，存于）
5. ↑  Hamilton, Geoffrey Cadzow. . Hong Kong: Govt. Press. 1963-01-01  [2016-08-01]. OCLC 450800. （原始内容存档于2016-08-15） （英语）. （页面存档备份，存于）
6. ↑  .   [2020-12-28]. （原始内容存档于2022-08-10）. （页面存档备份，存于）
7. ↑  . 蘋果日報. 2016-01-17  [2020-12-04]. （原始内容存档于2020-12-04）. （页面存档备份，存于）
8. 1 2  溫水劇場. . facebook.com.   [2015-06-24].
9. ↑  .   [2020-12-04]. （原始内容存档于2019-07-11）. （页面存档备份，存于）